# Anthony DiNozzo
Anthony „Tony” DiNozzo az NCIS című filmsorozat szereplője, a négy főszereplő egyike, akit Michael Weatherly alakít. Magyar hangja: Damu Roland, később (a 7. évad 23. részétől) Schmied Zoltán.
Az utca edzette, korábbi baltimore-i gyilkossági nyomozó és nőcsábász, gyakran flörtöl bármilyen vonzó nővel, akibe csak belebotlik. Bár harmincas évei elején jár, néha úgy viselkedik, akár egy gyerek, s némi hímsoviniszta jellem is megbújik benne. Kifinomult ízlése van az öltözködéshez és az autókhoz. Moziőrült is, és gyakran utal filmekre nyomozás közben, ha éppen passzol valami az ügyhöz, s láthatóan lelombozza, ha a többiek nem látták az adott művet. Tony hűséges társaihoz az NCIS-nél, különösen feletteséhez, Gibbs-hez. DiNozzo gazdag Long Island-i családból származik, egyedüli gyerekként nagy vagyont tudhat magáénak. Édesanyja már meghalt, apja pedig iszik, s többször is megnősült.

## Kapcsolata Zivával
Ziva David megformálója Cote de Pablo. A két karaktert a rajongók egyszerűen úgy nevezik, hogy „Tiva” (Tony és Ziva). A karakterek közötti flört és érdeklődés felkeltette a nézők figyelmét. 2010-ben az amerikai tv-műsorújság beszámolt róla, hogy sok néző már-már megszállottja lett a Tony és munkatársa, Ziva közti romantikus feszültségnek.
A 13. évad végén Ziva egy robbanás áldozata lett és kiderül, hogy született egy gyereke, Tali, akiről Tony csak akkor szerzett tudomást. Ekkor Tony ott hagyta az NCIS-t és nem jelent meg többet a sorozatban ( kivéve a 21. évadban Dr. Donald Mallard temetését ).